# Luis Buñuel
Luis Buñuel Portolés (22. února 1900, Calanda – 29. července 1983, Ciudad de México) byl španělský filmový režisér tvořící nejvíce v Mexiku a ve Francii. Je považovaný za jednu z nejvýznamnějších osobností dějin kinematografie.

## Život

### Původ, dětství a studium
Jeho otec, Leonardo Buñuel González, v mládí odjel jako voják na Kubu, kde po skončení služby založil železářství, v důsledku čehož značně zbohatl. Po návratu do Španělska se ve třiačtyřiceti letech oženil s tehdy osmnáctiletou Mariou Portoles. Na jejich svatební cestě v Paříži, v hotelu Ronceray, byl Luis počat. Narodil se v Calandě, aragonské vesnici s tehdy asi pěti tisíci obyvateli, jako první z celkem sedmi sourozenců. Pár měsíců po jeho narození se rodina přestěhovala do Zaragozy, kde Luis vyrůstal ve velmi dobrých podmínkách – jeho otec patřil k nejbohatším lidem ve městě.
V roce 1907 nastoupil na jezuitskou kolej Colegio del Salvador, na kterou, navzdory její přísnosti a archaické struktuře, měl poměrně dobré vzpomínky. V roce 1915 přestoupil na státní lyceum a po maturitě, roku 1917, byl na doporučení senátora dona Bertolomé Estebana přijat do madridské Studentské rezidence, kde na přání svého otce začal s inženýrským studiem agronomie. Poté, co se dozvěděl, že v zahraničí hledají lektory španělštiny, přešel na studium literatury, filosofie a historie, protože jen tak měl naději, že bude jako lektor vybrán. V roce 1922 začaly být ve Španělsku vydávány práce Sigmunda Freuda, které v Buñuelovi okamžitě vzbudily také velký zájem o psychoanalýzu. Během doby studia si našel celou řadu nových přátel, přičemž nejbližší mu byli Federico García Lorca a Salvador Dalí.

### Paříž, surrealismus, první filmy
V roce 1925 byla pod záštitou Společnosti národů vytvořena organizace Societé internationale de cooperation intellectuelle (Mezinárodní společnost pro intelektuální spolupráci) a Buñuel se stal tajemníkem španělského představitele Eugenia d’Ors. V důsledku toho odjíždí do Paříže, kde se s velkým zaujetím začíná zabývat filmem. Nejenže pravidelně navštěvoval biograf, někdy až třikrát denně (přičemž ho nejvíce oslovil snímek Fritze Langa Unavená smrt), ale zapsal se také do hereckého kurzu pořádného Jeanem Epsteinem. Při natáčení jeho Mauprata mu bylo umožněno zastávat nejrůznější pomocné práce, díky čemuž poprvé nahlédl do technického pozadí realizace filmů. Přitom se seznamuje s kameramanem Albertem Duvergerem, který pro něj později točil Andaluského psa a Zlatý věk.
V Paříži se začíná přibližovat surrealismu, velmi ho oslovila kupříkladu La Révolution Surréaliste, a to především pro svoji otevřenost. Přímý kontakt se surrealistickou skupinou však zahájí až po natočení svého prvního filmu.
V roce 1928 už patřil v oblasti filmu mezi Španěly k nejznalejším. Při jedné ze svých návštěv Španělska například vedl ve Studentské rezidenci o filmu přednášku, dostal také několik nabídek k realizaci menších snímků. Z nich však z finančních důvodů nebyl realizován žádný. Svůj skutečně první film, nazvaný Andaluský pes, natočil v roce 1929, poté co společně se Salvadorem Dalím ve Figueresu napsali scénář. Kladli si přitom za cíl zachytit nevědomé procesy, nepoužít nic, co by mohlo být jakkoli vysvětleno. Po zveřejnění filmu, v červenci téhož roku, se mu dostalo vřelého uznání z řad surrealistů a Buñuel byl přijat do skupiny kolem André Bretona.
O několik měsíců později začal práci na dalším filmu, který nazval Zlatý věk. Navzdory původnímu plánu byl tentokrát podíl Dalího, pro vzájemnou nejednotnost, minimalizován. Výsledný hodinový film byl poprvé uveden na konci listopadu 1930 a vyvolal skutečný skandál. Scény s kostrami duchovních, otcem, jenž zastřelí svého syna nebo s biskupem vyhozeným z okna rozběsnily diváky z pravicově orientovaných sdružení jako Liga vlastenců nebo Protižidovská liga, kteří poté zdemolovali promítací sál. V rámci zachování veřejného pořádku policejní prefekt Chiappe 10. prosince film zakázal.

### Amerika a Španělsko
V roce 1930 přijal nabídku Metro-Goldwyn-Mayer jet do USA a seznámit se s tamější filmovou technikou. Po několika zajímavých náhledech do hollywoodské práce se v dubnu 1931 vrátil do Španělska, kde o rok později natočil svůj třetí film Las Hurdes – Země bez chleba, dokument zobrazující zoufalou bídu domorodých Hurdů. I v tomto případě ale zůstal zneuznán – film byl ve Španělsku zakázán.
Nadcházející občanská válka práci na filmu značně ztěžovala. Následný historický vývoj mu na příštích deset let znemožnil věnovat se samostatné režisérské činnosti. Roku 1934 dostal místo vedoucího dabingu u Warner Brothers v Madridu a produkoval různé komerční filmy. V tomtéž roce se také oženil s Francouzkou Jeanne Rucar.
Po vypuknutí občanské války se v Ženevě setkal s republikánským ministrem zahraničních věcí, který ho požádal, aby odjel do Francie a byl nápomocen tamějšímu velvyslanci. Buñuel žádosti vyhověl a v Paříži, kde se mimo jiné staral o shromažďování republikánských propagandistických filmů, zůstal až do konce války.
V roce 1939 odjel opět do USA, kde měl působit jako historický poradce u filmu Cargo of Innocence. Vzápětí byl však vydán zákaz natáčení jakýchkoli filmů o španělské válce, a tak se ocitl bez uplatnění. Odjíždí tedy do New Yorku, kde byl přijat do Musea moderního umění a pracoval zde na výběru a distribuci filmů antinacistické propagandy. Roku 1942 tamější katolický představitel využil svého vlivu a s ohledem na Dalího knihu „Tajný život Salvadora Dalího“, v níž byl Buñuel označen za ateistu a komunistu, zařídil jeho propuštění. V roce 1944 se vrací do Los Angeles a stará se zde o španělské verze filmů z produkce Warner Brothers.

### Mexiko
V roce 1946, ve věku 46 let, dostal nabídku natáčet v Mexiku. Přijal a tím začalo jeho nejproduktivnější období. Natočil zde dvacet filmů — všechny v poměrně omezených podmínkách, s malými náklady a s velmi krátkou natáčecí dobou (nepřesáhla 24 dní). Prvním snímkem byl Gran Casino, jehož neúspěch ho však zanechal na dva a půl roku bez práce a bez prostředků. Změnu přinesl v roce 1949 film Flamendr, jenž se naopak těšil velkému komerčnímu úspěchu.
Následujícím projektem byli Zapomenutí, příběh z chudého mexického předměstí, který v zemi svého vzniku vyvolal ostře kritické reakce, byl označen jako protimexický a některé organizace dokonce požadovaly Buñuelovo vyhoštění. Naproti tomu na Mezinárodním filmovém festivalu v Cannes slavil velký úspěch a dostal dokonce cenu za režii. Poté se i v samotném Mexiku situace poněkud uklidnila a film začal být přijímán. Obecně je to jeden z Buñuelových nejúspěšnějších filmů.
Dále v poměrně rychlém sledu točil filmy, kterými si již v Mexiku vydobyl pevnou pozici. Mezi nimi například příběh paranoika On, Zločinný život Archibalda de la Cruz (s herečkou českého původu Miroslavou Stern) nebo Nazarín.

### Další práce
V roce 1960 zahájil spolupráci s producentem Gustavem Alatristem, který mu ponechal úplnou volnost, jedinou podmínkou bylo, že se bude natáčet ve frankistickém Španělsku. To vyvolalo především v řadách republikánských exulantů poněkud rozhořčení, nicméně výsledný film, Viridiana, nezklamal. Ve Španělsku způsobil skandál a byl zakázán, naproti tomu v Cannes byl oceněn Zlatou palmou.
Další dva filmy produkované Alatristem, tentokrát realizované v Mexiku, byly Anděl zkázy a Šimon na poušti. Mezitím ve Francii vznikl Deník komorné, při němž poprvé spolupracoval s Jean-Claude Carrièrem, který se stal jeho dvorním scenáristou, podílel na psaní scénářů pro všechny následující Buñuelovy francouzské filmy (tedy všechny kromě Tristany, která se natáčela ve Španělsku).
V roce 1969 natočil Mléčnou dráhu, první část z umělecké trilogie, kterou dále tvoří, Oscarem oceněný, Nenápadný půvab buržoazie a Přízrak svobody. V této trojici filmů, zpracovaných podle původních motivů, dovedl k dokonalosti svůj specifický umělecký projev a dosáhl svého tvůrčího vrcholu.
Jeho poslední film Ten tajemný předmět touhy, vznikl až poté, co byl režisér svými přáteli k práci přemluven, protože původně už dál natáčet nechtěl. Zajímavostí filmu je hlavní postava – mladá žena Conchita, kterou ztvárňují hned dvě charakterově odlišné herečky – Carole Bouquet a Ángela Molinová.
V roce 1982 vydal knihu vzpomínek Do posledního dechu, kterou podle jeho vyprávění sepsal Jean-Claude Carrière. Rok nato v Ciudad de México, pravděpodobně na následky cirhózy jater, zemřel.

## Buñuel a jeho filmy
Své tvůrčí období započal na poli umělecké avantgardy. Jeho první film, vytvořený společně s přítelem Salvadorem Dalím, znamenal mezník v historii světové kinematografie. Andaluský pes se společně se Zlatým věkem stali klasickými díly surrealistického filmu. V obou pracích se silně odráží vliv Freudových teorií – velký důraz je kladen na oblast nevědomí. Spolu s tím vyniká společensky kritický faktor.
Ačkoli v dalších obdobích tvořil filmy komerční, nedá se říct, že by se surrealistické elementy z jeho tvorby nadobro vytratily. Naopak, setkávat se s nimi můžeme i v jeho pozdějších pracích, samozřejmě v umírněné podobě. Ne všem jeho záměrům byla ale vždy umožněna realizace, například v Zapomenutích zamýšlel bez nějakého zvláštního důvodu nechat na lešení budovy v pozadí rozmístit symfonický orchestr. Producent však tomuto plánu zamezil.
Velmi podstatným prvkem v jeho tvorbě je sen, jímž byl velmi fascinován. Sám prohlásil, že kdyby si mohl vybrat co bude posledních dvacet let života dělat, spokojil by se s dvěma hodinami aktivního života denně a zbytek by prosnil, za podmínky, že by si všechno pamatoval. Rovněž postavy ve svých filmech nechával snít velmi často, ať už ve spánku nebo při denním snění. S oblibou také činil hranici mezi snovými a reálnými sekvencemi maximálně neurčitou.
Obzvlášť oblíbeným materiálem byly pro Buñuela náboženské motivy – ať už se v jeho filmech objevují jen okrajově, nebo jsou ústředním tématem (Mléčná dráha). Pro mnohdy kritické vyznění těchto scén bývá často pokládán za tvrdého odpůrce náboženství. Jeho vztah k němu byl však velmi specifický. Sám se považoval za ateistu, ale osobně se přátelil s několika duchovními, i jeho manželka byla hluboce nábožensky založená. Obecně se dá říci, že ho víra spíše přitahovala, odsuzoval ale organizované náboženství a přehnané nároky a vliv katolické církve.
Základem jeho práce byl přesný scénář. Ačkoli divák může mít dojem, že některé scény jsou výsledkem režisérovy improvizace, zpravidla bylo vše promyšleno do nejmenších detailů. Na scénáři pracoval osobně, ale vždy ve spolupráci s ještě dalším scenáristou – ať už to byl v posledním desetiletí věrný Jean-Claude Carrière, nebo dříve Julio Alejandro či Luis Alcoriza.
Jeho způsob natáčení byl nesmírně ekonomický. S nechutí opakoval záběry a často se spokojil hned s prvním, natáčecí doba byla tedy vždy velmi krátká. Preferoval také delší pasáže bez zbytečných střihů a to vše se odrazilo na spotřebě materiálu – nepřekročila 20000 metrů filmového pásu za film. Také závěrečný střih běžně trval pouhé dva dny.

## Filmografie
- Andaluský pes (Un Chien Andalou), Francie 1929
- Zlatý věk (L'Âge d'or), Francie 1930
- Země bez chleba (Las Hurdes – Tierra sin pan), Španělsko 1932
- Velké kasino (Gran Casino), Mexiko 1946
- Flamendr (El Gran Calavera), Mexiko 1949
- Zapomenutí (Los Olvidados), Mexiko 1950
- Zuzana (Susana), Mexiko 1950
- Šejdířova dcera (La hija del engaño), Mexiko 1951
- Žena bez lásky(Una mujer sin amor), Mexiko 1951
- Cesta do nebe (Subida al cielo), Mexiko 1951
- Surovec (El Bruto), Mexiko 1951
- Dobrodružství Robinsona Crusoe (Adventures of Robinson Crusoe), Mexiko / USA 1952
- On (El), Mexiko 1952
- Propasti vášní, Bouřlivé výšiny (Abismos de pasión/Cumbres borrascosas), Mexiko 1953
- Přízrak jede tramvají (La ilusión viaja en tranvía), Mexiko 1953
- Řeka a smrt (El río y la muerte), Mexiko 1954
- Zločinný život Archibalda de la Cruz (La vida criminal de Archibaldo de la Cruz), Mexiko 1955
- To je úsvit (Cela s'appelle l'aurore), Itálie / Francie 1955
- Smrt v této zahradě (La Mort en ce jardin/La muerte en este jardín), Francie / Mexiko 1956
- Nazarín (Nazarín), Mexiko 1958
- Horečka stoupá v El Pao (La Fièvre monte à El Pao), Francie / Mexiko 1959
- Dívka (The Young One/La Joven), Mexiko / USA 1960
- Viridiana (Viridiana), Španělsko 1961
- Anděl zkázy (El ángel exterminador), Španělsko / Mexiko 1962
- Deník komorné (Le Journal d'une femme de chambre), Francie 1963
- Šimon na poušti (Simón del desierto), Mexiko 1965
- Kráska dne (Belle de jour), Francie 1966
- Mléčná dráha (La Voie lactée), Francie / Itálie 1969
- Tristana (Tristana), Španělsko / Francie / Itálie 1970
- Nenápadný půvab buržoazie (Le Charme discret de la bourgeoisie), Francie 1972
- Přízrak svobody (Le Fantôme de la liberté), Francie 1974
- Ten tajemný předmět touhy (Cet obscur objet du désir), Francie 1977

## Autobiografie
- Luis Buñuel: Do posledního dechu, Bookman, Praha 2004. ISBN 80-903455-0-6